# Cheiracanthium stratioticum
Cheiracanthium stratioticum là một loài nhện trong họ Miturgidae.
Loài này thuộc chi Cheiracanthium. Cheiracanthium stratioticum được Ludwig Carl Christian Koch miêu tả năm 1873.